# Guram Kašia
Guram Kašia (gruzínsky გურამ კაშია; anglickou transkripcí Guram Kashia; * 4. července 1987, Tbilisi) je gruzínský fotbalový obránce a reprezentant, od července 2021 hráč slovenského klubu ŠK Slovan Bratislava. Mimo Gruzii působil na klubové úrovni v Nizozemsku a USA. Nastupuje na postu stopera (ve středu obrany). V letech 2012 a 2013 se stal gruzínským fotbalistou roku. Jeho bratr Shota Kašia je také fotbalista.

## Klubová kariéra

### FC Dinamo Tbilisi
Svoji fotbalovou kariéru začal v Dinamu Tbilisi. V průběhu sezony 2003/2004 se propracoval do seniorské kategorie, avšak hrál zpočátku pouze za rezervu. Svůj první ligový start v "áčku" si připsal v ročníku 2006/2007, poté se stal oporou prvního mužstva. S Dinamem získal během tohoto působení titul v domácí lize a také s ním vyhrál Gruzínský pohár a Superpohár. S klubem také několikrát neúspěšně bojoval o účast v Poháru UEFA (později Evropské lize UEFA) a Lize mistrů UEFA. Střelecky nejúspěšnější pro něj byla sezona 2009/2010, ve které se prosadil osmkrát. Za celé toto angažmá nastoupil v lize k 91 zápasům a dal v nich 12 gólů.

### Vitesse

#### Sezóna 2010/11
V srpnu 2010 přestoupil do nizozemského týmu Vitesse. V tomto celku vykonával pozici kapitána. Ligový debut si zde odbyl v šestém kole hraném 18. září 2010 proti NACu Breda a při remíze 0:0 odehrál celé utkání. Svoji první branku v lize v ročníku vsítil 26. 2. 2011, kdy v souboji s Heraclesem Almelo zaznamenal při vysoké venkovní prohře 1:6 jediný přesný zásah Vitesse v tomto střetnutí. Podruhé a potřetí v sezoně skóroval proti mužstvům FC Groningen (výhra 2:1) a FC Utrecht (prohra 2:4).

#### Sezóna 2011/12
Svůj první ligový gól v ročníku zaznamenal v souboji s klubem Roda JC Kerkrade (výhra 5:0). Následně si připsal branku 17. prosince 2011 v 17. kole proti Heraclesu, když se prosadil v 86. minutě a dal jediný a tudíž vítězný přesný zásah zápasu. Potřetí v sezoně se trefil ve 28. kole v souboji s týmem AZ Alkmaar (remíza 2:2), když ve 35. minutě srovnával na průběžných 1:1. Na jaře 2012 vybojoval s Vitesse v play-off účast v předkole Evropské ligy UEFA, když se svými spoluhráči nejprve vyřadili v semifinále mužstvo NEC Nijmegen (prohra 2:3 venku a výhra 2:0 doma) a poté ve finále klub RKC Waalwijk (výhry 3:1 venku a 2:1 doma). Na jaře 2012 s Vitesse došel až do čtvrtfinále KNVB beker (Nizozemský pohár), v němž vypadl s celkem SC Heerenveen.

#### Sezóna 2012/13
Se svými zaměstnavatelem nejprve vyřadil po venkovní remíze 4:4 a domácí výhře 3:1 Lokomotiv Plovdiv z Bulharska a postoupil s ním do třetího předkola Evropské ligy UEFA 2012/2013, ve kterém s ním vypadl po dvou prohrách 0:2 s ruským týmem FK Anži Machačkala. Svoji první branku v ročníku zaznamenal 18. 11. 2012 v souboji s Nijmegenem při výhře 4:1 na domácím trávníku. Podruhé v sezoně skóroval proti Heerenveen (prohra 1:2), když ve 39. minutě srovnával na 1:1.

#### Sezóna 2013/14
S Vitesse skončil již ve třetím předkole Evropské ligy UEFA 2013/2014 s Petrolulem Ploiești po venkovní remíze 1:1 a domácí prohře 1:2. Ve 21. kole hraném 31. ledna 2014 proti Feyenoordu z Rotterdamu vstřelil svůj první gól v ročníku a se svými spoluhráči slavil po závěrečném hvizdu remízu 1:1. Následně rozvlnit 27. 4. 2014 síť soupeřovy brány v souboji s klubem Go Ahead Eagles, když v 71. minutě snižoval na průběžných 1:2. Zápas nakonec skončil domácí remízou v poměru 2:2. Se svým týmem skončil již v semifinále o účast v předkole Evropského poháru.

#### Sezóna 2014/15
Poprvé v sezoně se trefil v 19. kole, kdy dal jedinou branku svého zaměstnavatelem při vysoké prohře 1:4 s Heerenveenem. S Vitesse vybojoval po postupu v semifinále přes tým PEC Zwolle (výhra 2:1 venku a remíza 1:1 doma) finále a v něm po venkovní remíze 2:2 a domácí výhře 5:2 s Heerenveenem účast v předkole Evropské ligy. Kašia se prosadil ve finále v odvetě. Se svým mužstvem opět došel do čtvrtfinále domácího poháru, v něm však na svého protivníka nestačili.

#### Sezóna 2015/16
Se svými spoluhráči vypadli ve třetím předkole Evropské ligy UEFA 2015/2016 se Southamptonem FC z Anglie (prohry 0:3 venku a 0:2 doma). V rozmezí třetího až pátého kola třikrát skóroval, konkrétně do sítí celků SC Cambuur z Leeuwardenu (výhra 4:1) FC Utrecht (prohra 1:2) a De Graafschap (výhra 3:0). Svoji čtvrtou branku v ročníku si připsal ve 30. kole hraném 9. 4. 2016 v souboji s mužstvem ADO Den Haag, ve 35. minutě vyrovnával na 1:1. Střetnutí nakonec skončilo remízou 2:2 na domácím hřišti. Popáté v sezoně se prosadil 1. května 2016 v odvetě s Utrechtem při prohře 1:3.

#### Sezóna 2016/17
Svůj první a zároveň i jediný přesný střelecký zásah v ročníku dal ve 26. kole v souboji se Spartou Rotterdam, gól vsítil v 61. minutě a zvyšoval díky němu na konečných 5:0. V sezoně 2016/17 s Vitesse došel po vyřazení klubů ASV De Dijks (výhra venku 7:2, v tomto zápase Kašia nehrál), RKC Waalwijk (domácí výhra 4:1), Feyenoord (výhra 2:0 doma) a Sparty Rotterdam (výhra 2:1 venku) až do finále Nizozemského poháru, ve kterém se svými spoluhráči vyhráli na neutrální půdě 2:0 nad týmem AZ Alkmaar a vybojoval s nimi tuto trofej.

#### Sezóna 2017/18
5. 8. 2017 nastoupil za svého zaměstnavatele v Nizozemském Superpoháru, ve kterém se svým mužstvem podlehl po penaltovém rozstřelu úřadujícímu mistrovi, rotteradamskému Feyenoordu. S Vitesse se představil v základní skupině K Evropské ligy UEFA 2017/2018, kde s ním v konfrontaci s mužstvy SS Lazio z Říma (Itálie), OGC Nice (Francie) a SV Zulte-Waregem (Belgie) skončil na posledním čtvrtém místě tabulky. Poprvé v ročníku skóroval proti klubu Roda JC, když v 80. minutě zvyšoval na konečných 3:1. Poté se prosadil v šestém kole 24. záři 2017 v souboji se slavným týmem AFC Ajax z Amsterdamu a podílel se na vítězství 2:1 na hříšti soupeře. 11. 2. 2018 proti Feyenoordu (výhra 3:1) dal svůj třetí gól v sezoně, když skóroval ve 43. minutě. Počtvrté v ročníku se trefil v play-off o Evropskou ligu v souboji s Utrechtem. Se svými spoluhráči nejprve vyřadili po výhrách 5:2 venku a 2:1 doma ADO Den Haag a ve finále s Utrechtem zvítězili 3:2 doma 2:1 venku.

### San Jose Earthquakes
V létě 2018 Vitesse po téměř osmi letech opustil a vydal se do Spojených států amerických, kde se upsal mužstvu San Jose Earthquakes tehdy hrajícím MLS (Major League Soccer). Svoje premiérové utkání zde absolvoval v souboji s klubem Seattle Sounders FC (prohra 0:1), odehrál celých 90 minut. Celkem zde v lize nastoupil ke 43 střetnutím.

### FC Locomotive Tbilisi
V březnu 2021 se po mnoha letech vrátil do vlasti, když přestoupil do Locomotivu Tbilisi. Ligový debut si v dresu celku z Tbilisi odbyl ve druhém kole hraném 6. března 2021, kdy si proti týmu FC Telavi (výhra 3:2) připsal plnou zápasovou minutáž. V šestém a sedmém kole vstřelil svoji první a druhou branku v sezoně, konkrétně do sítí mužstev FC Dinamo Batumi (remíza 1:1) a FC Samgurali Tskhaltubo (prohra 2:3). V souboji se svým bývalým zaměstnavatelem Dinamem Tbilisi skóroval v 85. minutě 16. 4. 2021 v městském derby, avšak s Locomotivem podlehl soupeři doma v poměru 1:3. Počtvrté v ročníku zaznamenal gól v odvetě s Dinamem Batumi (výhra 2:1), když ve 35. minutě srovnával na průběžných 1:1. Během celého svého působení za Locomotiv Tbilisi odehrál 16 ligových zápasů, ve kterých nechyběl na hrací ploše ani minutu.

### ŠK Slovan Bratislava

#### Sezóna 2021/22
Před sezonou 2021/22 uzavřel roční kontrakt se slovenským klubem ŠK Slovan Bratislava, úřadujícím mistrem ligy. Sešel se zde s gruzínským fotbalistou Džabou Kankavou a slovenským trenérem Vladimírem Weissem starším, se kterými působil při reprezentačním "áčku" Gruzie. Se Slovanem postoupili přes Shamrock Rovers z Irska (výhra 2:0 doma a prohra 1:2 venku) do druhého předkola Ligy mistrů UEFA 2021/2022 a v něm vypadli se spoluhráči se švýcarským týmem BSC Young Boys z Bernu po domácí remíze 0:0 a venkovní prohře 2:3. Následně byli se slovenským mužstvem přesunuti do předkol Evropské ligy UEFA 2021/2022, kde s ním nejprve vyřadili ve třetím předkole Lincoln Red Imps FC z Gibraltaru (výhra 3:1 venku a remíza 1:1 doma), avšak ve čtvrtém předkole - play-off s ním nepřešli přes řecký klub Olympiakos Pireus (prohra 0:3 venku a remíza 2:2 doma) do skupinové fáze této soutěže. Se spoluhráči však byli zařazeni do základní skupiny F Evropské konferenční ligy UEFA 2021/2022, kde v konfrontaci se soupeři: FC Kodaň (Dánsko) - (prohry doma 1:3 a venku 0:2), PAOK Soluň (Řecko) - (remízy venku 1:1 a doma 0:0) a stejně jako v kvalifikaci s Lincolnem Red Imps - (výhry doma 2:0 a venku 4:1) skončili na třetím místě tabulky, což na postup do jarní vyřazovací fáze nestačilo. Kašia v této sezóně pohárové Evropy odehrál 13 zápasů, ve kterých se jednou střelecky prosadil, a to v úvodním utkání kvalifikace s Lincolnem.
Svoje první utkání v lize zde absolvoval 24. července 2021 v úvodním kole proti tehdejšímu nováčkovi Tatranu Liptovský Mikuláš (výhra 4:1), nastoupil na celé střetnutí. Svoji první branku v lize v této sezoně zaznamenal ve 21. kole v souboji s klubem FK Pohronie a podílel se na skvělém obratu skóre z 0:3 na 4:3. Podruhé v ročníku skóroval 19. 3. 2022 proti týmu ŠKF Orion Tip Sereď (výhra 5:1), když ve 40. minutě srovnával na průběžných 1:1. V sezoně 2021/22 pomohl svému zaměstnavateli již ke čtvrtému titulu v řadě, což Slovan dokázal jako první v historii slovenského fotbalu.

#### Sezóna 2022/23
V létě 2022 podepsal se Slovanem novou roční smlouvu. Se Slovanem postoupili po domácí remíze 0:0 a venkovním vítězství 2:1 po prodloužení přes Dinamo Batumi z Gruzie do druhého předkola Ligy mistrů UEFA 2022/2023, v němž však nestačili po výhře 2:1 venku a prohře 1:4 doma na maďarský celek Ferencvárosi TC z hlavního města Budapešti. Následně nepřešli ani po přesunu do třetího předkola Evropské ligy UEFA 2022/2023 přes Olympiakos Pireus z Řecka (remíza 1:1 venku a prohra 2:3 doma po penaltovém rozstřelu), avšak se spoluhráči hráli ještě ve čtvrtém předkole - play-off Evropské konferenční ligy UEFA 2022/2023 proti bosenskému mužstvu HŠK Zrinjski Mostar, kde po venkovní prohře 0:1 a výhře 3:1 po rozstřelu z pokutových kopů vybojovali postup do skupinové fáze této soutěže. Se Slovanem Bratislava byli zařazeni do základní skupiny H, kde v konfrontaci se soupeři: FC Basilej (Švýcarsko) - (výhra 2:0 venku a remíza 3:3 doma), FK Žalgiris (Litva) - (remíza 0:0 doma a výhra 2:1 venku) a FC Pjunik Jerevan (Arménie) - (prohra 0:2 venku a výhra 2:1 doma) s ním postoupili se ziskem 11 bodů jako vítěz skupiny poprvé v novodobé historii Slovanu do jarní vyřazovací fáze některé evropské pohárové soutěže. V ní ale se Slovanem vypadli po penaltovém rozstřelu v osmifinále s Basilejí. Kašia celkem v této sezoně pohárové Evropy nastoupil k 15 utkáním, ve kterých střelecky prosadil dvakrát, konkrétně v prvním střetnutí s Ferencvárosi a odvetě ve skupině s Jerevanem.
Své první branky v ročníku docílil proti tehdejšímu nováčkovi klubu FK Železiarne Podbrezová (výhra 3:1), když v 88. minutě dával na 2:1. Podruhé v sezoně dal gól v 18. kole hraném 24. listopadu 2022 v souboji s ViOnem Zlaté Moravce – Vráble (výhra 4:1). V květnu 2023 uzavřel s vedením nový kontrakt do léta 2024. Na konci ročníku získal se Slovanem Bratislava titul, který byl pro tým již historicky pátý v řadě.

#### Sezóna 2023/24
Se Slovanem postoupili přes lucemburské mužstvo FC Swift Hesper (remíza 1:1 doma a výhra 2:0 venku) a celek Zrinjski Mostar z Bosny a Hercegoviny (výhra 1:0 venku a remíza 2:2 doma) do třetího předkola Ligy mistrů UEFA 2023/2024, ve kterém vypadli po prohrách 1:2 doma a 1:3 venku s izraelským klubem Makabi Haifa FC a byli přesunuti do čtvrtého předkola - play-off Evropské ligy UEFA 2023/2024, ve kterém nehrál, jeho spoluhráči nepostoupili po domácí výhře 2:1 a prohře 2:6 venku přes tým Aris Limassol z Kypru a kvalifikovali se tak do skupinové fáze Evropské Konferenční ligy UEFA 2023/2024. Se Slovanem Bratislava byli zařazeni do základní skupiny A, kde v konfrontaci s mužstvy Lille OSC (Francie) - (prohra 1:2 venku a remíza 1:1 doma), NK Olimpija Lublaň (Slovinsko) - (výhra 1:0 venku a prohra 1:2 doma) a KÍ Klaksvík (Faerské ostrovy) - (výhry doma i venku 2:1). skončili se ziskem deseti bodů na druhém místě tabulky a podruhé za sebou postoupili do jarní vyřazovací části této soutěže. V ní však vypadli se spoluhráči již v šestnáctifinále po prohrách 1:4 venku a 0:1 doma se Sturmem Graz z Rakouska. Celkem v této sezoně pohárové Evropy odehrál Kašia 13 střetnutí, v nichž gól nedal. Svoji první ligovou branku v ročníku vsítil 3. 9. 2023, když v duelu s klubem FK Železiarne Podbrezová (výhra 3:2), srovnával v 90. minutě na průběžných 2:2. Podruhé v sezoně skóroval ve 32. kole v duelu s týmem MFK Ružomberok (výhra 5:1), když ve 21. minutě otevřel střelecký účet zápasu. V jarní části ročníku 2023/2024 pomohl Slovanu Bratislava k šestému ligovému titulu v řadě a celkově jubilejnímu 30. v historii mužstva.

#### Sezóna 2024/25
Před sezonou 2024/2025 prodloužil s vedením kontrakt o rok. Se Slovanem postoupil na podzim 2024 přes severomakedonský klub FC Struga (výhry 4:2 doma a 2:1 venku), tým NK Celje ze Slovinska (remíza 1:1 venku a výhra 5:0 doma), mužstvo APOEL FC z kyperského města Nikósie (výhra 2:0 doma a remíza 0:0 venku) a celek FC Midtjylland z Dánska (remíza 1:1 venku a výhra 3:2 doma) z prvního předkola až do hlavní části Ligy mistrů UEFA 2024/2025, do které se bratislavský klub dostal poprvé ve své historii. V ligové fázi tehdy hrající se novým formátem se se spoluhráči střetli s týmy Manchester City FC (Anglie) - (prohra 0:4 doma), FC Bayern Mnichov (Německo) - (prohra 1:3 venku), Atlético Madrid (Španělsko) - (prohra 1:3 venku), AC Milán (Itálie) - (prohra 2:3 doma), GNK Dinamo Záhřeb (Chorvatsko) - (prohra 1:4 doma), Celtic FC (Skotsko) - (prohra 1:5 venku), VfB Stuttgart (Německo) - (prohra 1:3 doma) a Girona FC (Španělsko) - (prohra 0:2 venku) a v konečné tabulce složené ze všech mužstev postoupivších do ligové fáze skončili na 35. místě a do vyřazovací fáze nepostoupili. Celkem v tomto ročníku pohárové Evropy odehrál Kašia všech 16 zápasů, v nichž gól nedal. 
Svoji první branku v lize v této sezoně vstřelil v souboji s Podbrezovou (výhra 3:1), když v 76. minutě dal na průběžných 2:1. Podruhé v ročníku se střelecky prosadil 4. prosince 2024 proti klubu FC DAC 1904 Dunajská Streda, když v 69. minutě dával na konečných 2:1. Na jaře 2025 vybojoval se Slovanem Bratislava po domácí výhře 4:3 nad celkem MŠK Žilina sedmý ligový titul v řadě.

#### Sezóna 2025/26
V létě 2025 podepsal stejně jako jeho spoluhráč Vladimír Weiss ml. novou roční smlouvu.

## Klubové statistiky
Aktuální k 3. červenci 2025
| Sezona    | Klub                  | Soutěž        | Zápasy | Góly |
| --------- | --------------------- | ------------- | ------ | ---- |
| 2003/2004 | FC Dinamo Tbilisi B   | Pirveli Liga  | 1      | 0    |
| 2004/2005 | FC Dinamo Tbilisi B   | Pirveli Liga  | 17     | 0    |
| 2005/2006 | FC Dinamo Tbilisi B   | Pirveli Liga  | 21     | 0    |
| 2006/2007 | FC Dinamo Tbilisi     | Umaglesi Liga | 11     | 2    |
| 2007/2008 | FC Dinamo Tbilisi     | Umaglesi Liga | 15     | 1    |
| 2008/2009 | FC Dinamo Tbilisi     | Umaglesi Liga | 29     | 1    |
| 2009/2010 | FC Dinamo Tbilisi     | Umaglesi Liga | 33     | 8    |
| 2010/2011 | FC Dinamo Tbilisi     | Umaglesi Liga | 3      | 0    |
| 2010/2011 | Vitesse               | Eredivisie    | 28     | 3    |
| 2011/2012 | Vitesse               | Eredivisie    | 36     | 3    |
| 2012/2013 | Vitesse               | Eredivisie    | 33     | 2    |
| 2013/2014 | Vitesse               | Eredivisie    | 33     | 2    |
| 2014/2015 | Vitesse               | Eredivisie    | 30     | 2    |
| 2015/2016 | Vitesse               | Eredivisie    | 27     | 5    |
| 2016/2017 | Vitesse               | Eredivisie    | 34     | 1    |
| 2017/2018 | Vitesse               | Eredivisie    | 36     | 4    |
| 2018      | San Jose Earthquakes  | MLS           | 12     | 0    |
| 2019      | San Jose Earthquakes  | MLS           | 23     | 0    |
| 2020      | San Jose Earthquakes  | MLS           | 8      | 0    |
| 2021      | FC Locomotive Tbilisi | Erovnuli Liga | 16     | 4    |
| 2021/2022 | ŠK Slovan Bratislava  | Fortuna liga  | 24     | 2    |
| 2022/2023 | ŠK Slovan Bratislava  | Fortuna liga  | 22     | 2    |
| 2023/2024 | ŠK Slovan Bratislava  | Niké liga     | 24     | 2    |
| 2024/2025 | ŠK Slovan Bratislava  | Niké liga     | 26     | 2    |
| 2025/2026 | ŠK Slovan Bratislava  | Niké liga     |        |      |

## Reprezentační kariéra

### U21 a A-mužstvo
V letech 2007 až 2009 nastupoval za gruzínskou reprezentaci do 21 let. V A-mužstvu Gruzie debutoval 1. dubna 2009 v kvalifikaci na Mistrovství světa 2010 v Tbilisi proti Černé Hoře (remíza 0:0), nastoupil na celých devadesát minut. Poprvé za "áčko" Gruzie skóroval v souboji s reprezentací Finska (remíza 1:1), když v 57. minutě otevřel skóre zápasu. V Lize národů UEFA 2018/2019 s reprezentací Gruzie postoupil do Divize C a v Lize národů UEFA 2020/2021 s ní skončil na třetím místě tabulky. V kvalifikaci na EURO 2020 s Gruzií skončili ve skupině D na čtvrtém místě tabulky a postoupil s ní do baráže, v ní nejprve s Gruzínskou reprezentací vyřadili Bělorusko (výhra 1:0). Následně však s ní nestačil po prohře 0:1 na reprezentaci Severní Makedonie. V reprezentaci byl zástupcem kapitána, avšak poté, co ukončil reprezentační kariéru Džaba Kankava, se stal kapitánem Kašia. 26. září 2022 v zápase Ligy národů UEFA 2022/2023 – Ligy C proti reprezentaci Gibraltaru odehrál za první tým Gruzie jubilejní stý zápas. V březnu 2024 postoupil se svojí zemí poprvé v historii na velký turnaj, když s reprezentací Gruzie vyřadili v baraži nejprve Lucembursko (výhra 2:0) a následně po penaltovém rozstřelu Řecko a vybojovali si tak účast na EURO 2024 v Německu.

### EURO 2024
V červnu 2024 jej tehdejší trenér reprezentace, Francouz Willy Sagnol, zařadil do 26členné nominace na Mistrovství Evropy 2024. S gruzínskou reprezentací skončil ve skupině F v konfrontaci s repre Turecka (prohra 1:3), Česka (remíza 1:1) a Portugalska (výhra 2:0) se čtyřmi body na třetím místě tabulky a představil se s ní v osmifinále, kde se spoluhráči vypadli po prohře 1:4 se Španělskem. Kašia na turnaji odehrál všechny zápasy.

### Reprezentační zápasy a góly
Zápasy Gurama Kašii za A-mužstvo Gruzie
| 2009                | 4   | 0 |
| 2010                | 2   | 0 |
| 2011                | 6   | 0 |
| 2012                | 8   | 1 |
| 2013                | 8   | 0 |
| 2014                | 5   | 0 |
| 2015                | 10  | 0 |
| 2016                | 8   | 0 |
| 2017                | 10  | 0 |
| 2018                | 9   | 1 |
| 2019                | 9   | 0 |
| 2020                | 3   | 0 |
| 2021                | 10  | 0 |
| 2022                | 9   | 1 |
| 2023                | 9   | 0 |
| 2024                | 13  | 0 |
| 2025                | 1   | 0 |
| Celkem              | 124 | 3 |
| Platí k 27. 3. 2025 |     |   |

Seznam gólů Gurama Kašii v A-mužstvu gruzínské reprezentace
| 01                  | 12. 10. 2012 | Olympijský stadion, Helsinky, Finsko               | Finsko    | 00:1 0(57.) | 1:1 | Kvalifikace na Mistrovství světa 2010 |
| 02                  | 01.06. 2018  | Silberstadt Arena Schwaz, Schwaz, Rakousko         | Malta     | 00:1 0(89.) | 0:1 | Přátelský zápas                       |
| 03                  | 02.06. 2022  | Národní stadion Borise Paičadzeho, Tbilisi, Gruzie | Gibraltar | 02:00(33.)  | 4:0 | Liga národů UEFA 2022/2023 – Liga C4  |
| Platí k 18. 6. 2022 |              |                                                    |           |             |     |                                       |